# Saint-Remy-en-Bouzemont-Saint-Genest-et-Isson
Saint-Remy-en-Bouzemont-Saint-Genest-et-Isson település Franciaországban, Marne megyében. Lakosainak száma 474 fő (2022. január 1.). Saint-Remy-en-Bouzemont-Saint-Genest-et-Isson Moncetz-l’Abbaye, Arrigny, Arzillières-Neuville, Drosnay, Gigny-Bussy és Outines községekkel határos.

## Népesség
A település népessége az elmúlt években az alábbi módon változott:
| Lakosok száma | 540  | 670  | 665  | 601  | 542  | 526  | 518  | 525  | 508  | 474  |
|               | 1968 | 1982 | 1990 | 2006 | 2013 | 2015 | 2017 | 2019 | 2020 | 2022 |